# Mummer
Mummer är ett musikalbum av XTC lanserat 1983 på Virgin Records. Det var gruppens sjätte studioalbum, och det första som gjordes efter det att gruppen helt slutat uppträda på scen. Det var det sista albumet som gruppens originaltrummis Terry Chambers medverkade på. Han lämnade gruppen under inspelningarna men hann medverka på några låtar.

## Låtlista
(låtar utan angiven upphovsman komponerade av Andy Partridge)
1. "Beating of Hearts" - 3:56
2. "Wonderland" (Colin Moulding) - 4:50
3. "Love on a Farmboy's Wages" - 3:58
4. "Great Fire" - 3:47
5. "Deliver Us from the Elements" (Moulding) - 4:36
6. "Human Alchemy" - 5:11
7. "Ladybird" - 4:32
8. "In Loving Memory of a Name" (Moulding) - 3:16
9. "Me and the Wind" - 4:17
10. "Funk Pop a Roll" - 3:14

## Listplaceringar
- Billboard 200, USA: #145[1]
- UK Albums Chart, Storbritannien: #51[2]
- Nederländerna: #29[3]
- Topplistan, Sverige: #28[4]